# Red Sea Jazz Festival
Das Red Sea Jazz Festival ist ein alljährlich seit 1987 an vier Tagen in der letzten Augustwoche in Eilat in Israel stattfindendes Jazz-Festival. Es findet unter freiem Himmel im Hafenbereich statt. Zu dem größten Jazzfestival in Israel kommen jährlich rund 70.000 Besucher.

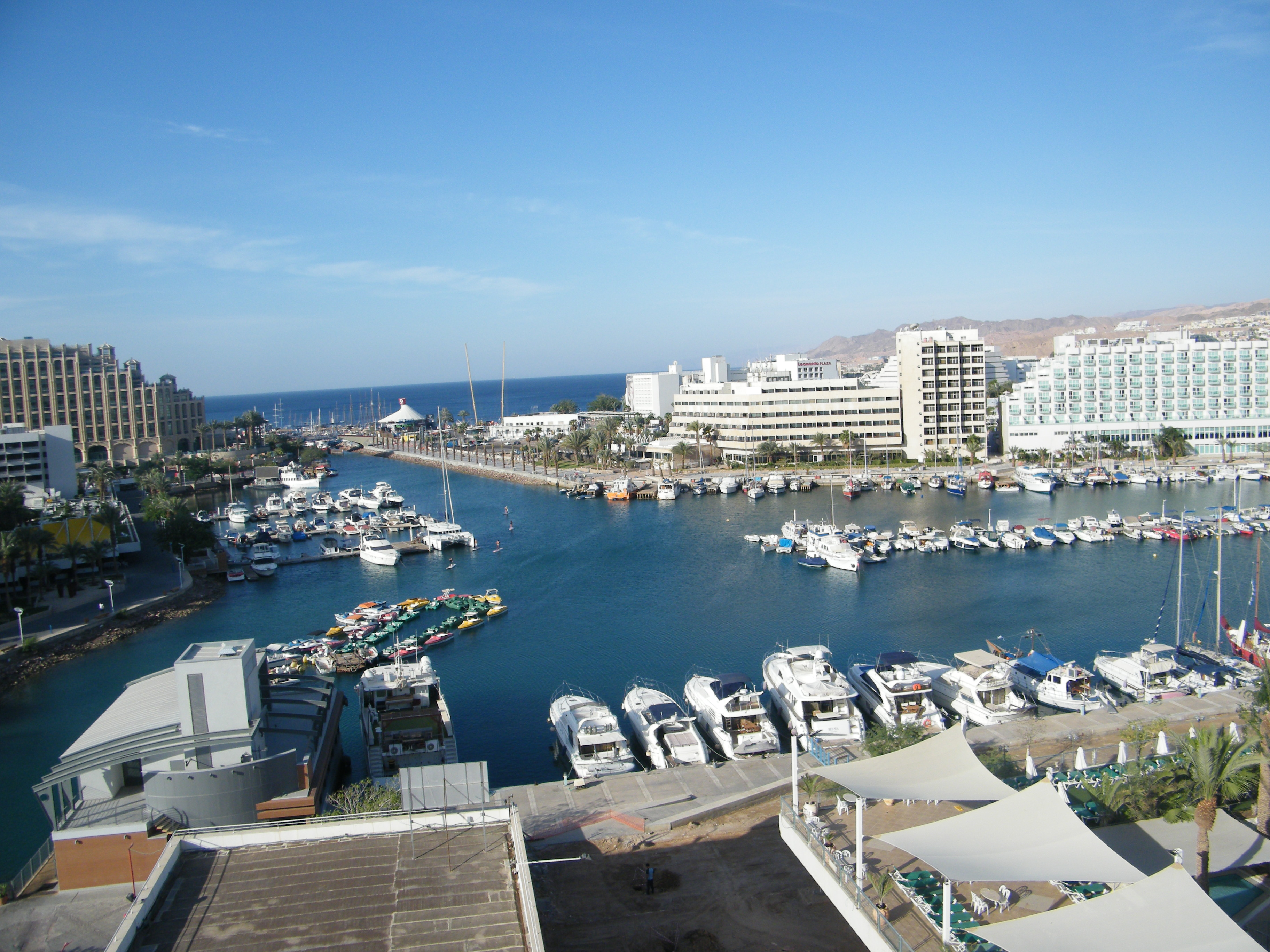
Eilat, Hafen

Gründer und bis 2008 Leiter war der israelische Jazzpianist Dan Gottfried (* 1939), danach Avishai Cohen. Ab 2012 standen der Radiomoderator Dubi Lenz und der Saxophonist Eli Degibri gemeinsam an der Spitze des Festivals, 2015 wurde Eli Degibri alleiniger künstlerischer Leiter. Es wird vom israelischen Kultur- und Tourismusministerium und der Stadt Eilat unterstützt. Einige der Konzerte sind auch frei.
Es finden Workshops statt (in Hotels), das Festival dient der Begegnung israelischer und ausländischer Jazzmusiker und bietet Plattformen kollaborativer Projekte, so in der Vergangenheit von Randy Brecker und Mark Egan, Miroslav Vitouš und John Abercrombie, Charlie Haden und John Scofield.